# Télévision Suisse Romande
Télévision Suisse Romande este o rețea de televiziune care deține două canale tv: TSR 1 și TSR 2. Acestea sunt principalele canale de limbă franceză din Elveția.